# فولفغانغ كراوزه
فولفغانغ كراوزه (بالألمانية: Wolfgang Krause)‏ هو كاتب وأستاذ جامعي ألماني، ولد في 18 سبتمبر 1895 في برلين شتجليتز في ألمانيا، وتوفي في 14 أغسطس 1970 في غوتينغن في ألمانيا.